# Duggavara, Hosadurga
Duggavara là một làng thuộc tehsil Hosadurga, huyện Chitradurga, bang Karnataka, Ấn Độ.